# 多利坡·蒂科納·波爾科
多利坡·蒂科納·波爾科（西班牙語：Toribio Ticona Porco；1937年4月25日—）是天主教玻利維亞司鐸級樞機及科羅科羅自治監督區榮休監督。

## 生平
多利坡·蒂科納·波爾科於1937年4月25日在玻利維亞西南部波托西省南奇查斯县出生，1967年1月29日晉鐸。
1986年4月5日，蒂科納·波爾科被時任教宗若望·保祿二世任命為波托西教區輔理主教，領Timici領銜教區主教銜，並於1986年5月31日由桑托斯·阿夫里爾·卡斯特略晉牧。1992年6月4日，波爾科接任成為科羅科羅自治監督區正權監督。直至2012年6月29日榮休。
2018年5月20日，教宗方濟各宣佈樞機團將會於同年6月29日增添14位成員，蒂科納·波爾科是其中一位。他們後來提前一天加入樞機團。他於該日獲冊封為司鐸級樞機，領圖斯科拉諾聖若亞敬及聖亞納堂區司鐸銜。